# 홍성 용봉사지 석조(마애,석구,석조)
홍성 용봉사지 석조(마애,석구,석조)(洪城 龍鳳寺址 石造(碼애,石臼,石槽))는 충청남도 홍성군 용봉사지에 있는 석조이다. 1984년 5월 17일 충청남도의 문화재자료 제162호로 지정되었다.

## 개요
용봉사의 옛 터에 남아 있는 3기의 석조물로, 자연석을 깍아 만든 것으로 보인다.
석조는 스님들이 사용하는 물을 담아두는 것으로, 안이 파인 직사각형 모양이다. 석구는 돌의 속을 파내어 그 구멍에 곡식을 넣고 찧던 절구이다. 마애는 곡식을 가는데 쓰이는 맷돌로, 그 크기가 거대하여 옛 용봉사의 규모를 가늠하게 한다.
백제시대의 유물로, 정확한 제작연대는 알 수 없으나 사찰의 창건과 함께 제작된 것으로 추측된다.

## 참고 문헌
- 용봉사지석조(마애,석구,석조) - 국가유산청 국가유산포털